# Bistum Malaybalay
Das Bistum Malaybalay (lat.: Dioecesis Malaibalaiensis) ist eine auf den Philippinen gelegene römisch-katholische Diözese mit Sitz in Malaybalay City.

## Geschichte
Das Bistum Malaybalay wurde am 25. April 1969 durch Papst Paul VI. mit der Apostolischen Konstitution Ut commodis aus Gebietsabtretungen des Erzbistums Cagayan de Oro als Territorialprälatur Malaybalay errichtet. Die Territorialprälatur Malaybalay wurde dem Erzbistum Cagayan de Oro als Suffragan unterstellt. Am 15. November 1982 wurde die Territorialprälatur Malaybalay durch Papst Johannes Paul II. mit der Apostolischen Konstitution Cum Decessores zum Bistum erhoben.
Das Bistum Malaybalay umfasst die Provinz Bukidnon und die Gemeinde Wao in der Provinz Lanao del Sur.

## Ordinarien

### Prälaten von Malaybalay
- Francisco Claver SJ, 1969–1982

### Bischöfe von Malaybalay
- Francisco Claver SJ, 1982–1984
- Gaudencio Rosales, 1984–1992, dann Erzbischof von Lipa
- Honesto Chaves Pacana SJ, 1994–2010
- José Araneta Cabantan, 2010–2020, dann Erzbischof von Cagayan de Oro
- Noel Pedregosa, seit 2021